# Kunstjahr 1523
Liste der Kunstjahre

◄◄ | ◄ | 1519 | 1520 | 1521 | 1522 | Kunstjahr 1523 | 1524 | 1525 | 1526

Weitere Ereignisse
Dieser Artikel behandelt das Kunstjahr 1523.

## Ereignisse
- Hans Holbein der Jüngere geht 1523/1524 nach Frankreich. Er zeichnet zwei Fürstenstatuen am herzoglichen Palast Sainte-Chapelle in Bourges im Berry.
- Benedetto Montagna erbt die Werkstatt seines Vaters, Bartolomeo Montagna, in Vicenza stellt etwa zu dieser Zeit die Herstellung von Kupferstichen ein.

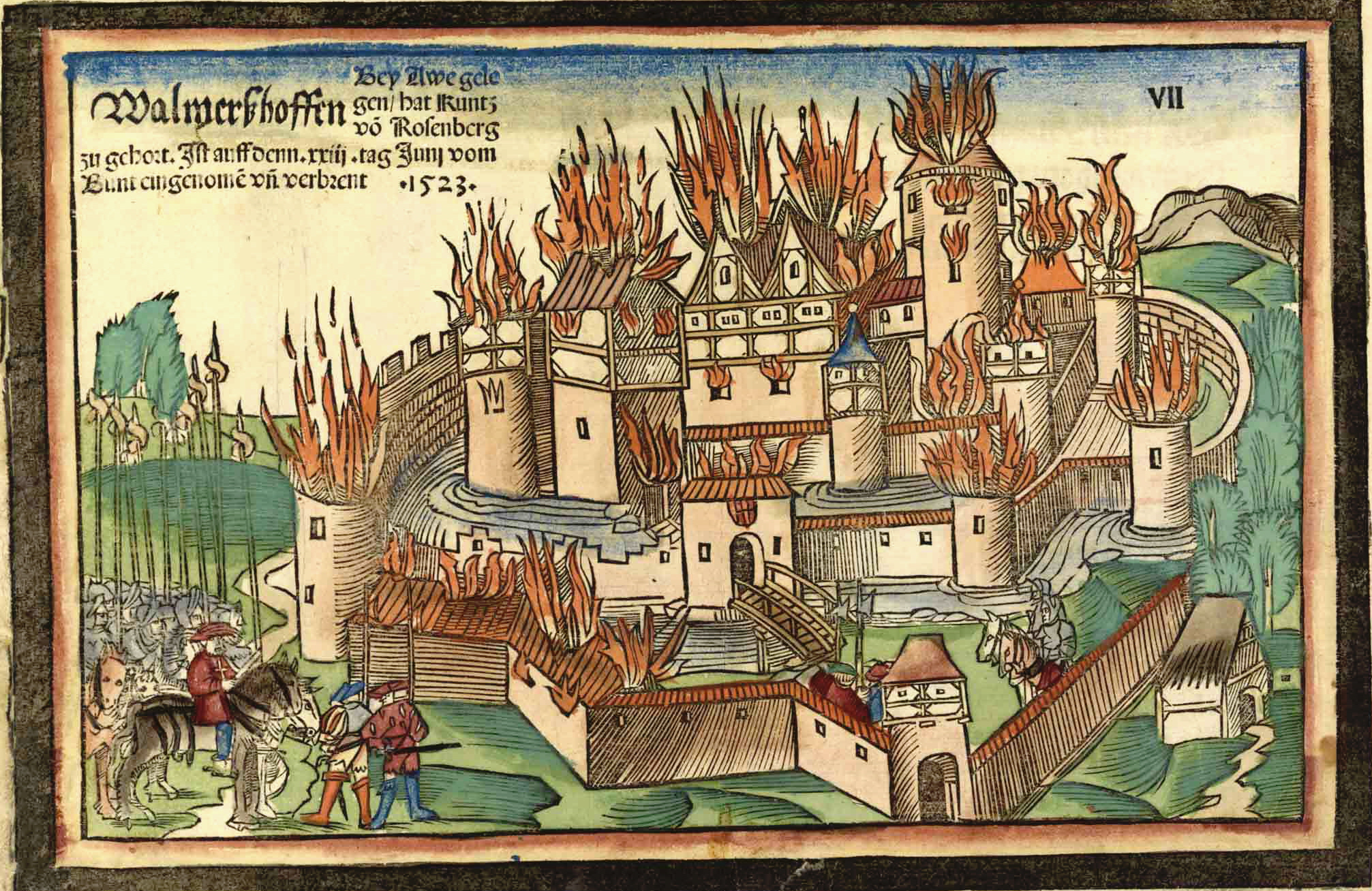
Holzschnitt des Hans Wandereisen: Zerstörung der Burg Waldmannshofen durch Truppen des Schwäbischen Bundes

- Der Kriegsberichterstatter Hans Wandereisen dokumentiert mit den Wandereisen-Holzschnitten von 1523 den Zug des Schwäbischen Bundes im Fränkischen Krieg gegen die Raubritter.
- Nach der Erhebung von Giulio de Medici zum Papst unter dem Namen Clemens VII. konkurrieren zwei Maler um die Position des „Piombo“ (d. h. des Amtes des Siegelmeisters der Briefe der apostolischen Kammer): Sebastiano Luciani erhält den Zuschlag vor Giovanni da Udine.

### Architektur
- Das Bierbaumsche Haus in Braunschweig wird errichtet.

### Kupferstich
- Albrecht Dürer – Kardinal Albrecht von Brandenburg (Cleveland Museum of Art, Cleveland)

### Malerei
- Hans Baldung – Zwei Hexen (Städelsches Kunstinstitut, Frankfurt)
- Lucas Cranach der Ältere – Madonna auf der Mondsichel
- Hans Holbein der Jüngere – Schreibender Erasmus von Rotterdam (Louvre, Paris)
- Lorenzo Lotto
  - Christi Geburt (National Gallery of Art, Washington)
  - Porträt des Messer Marsilio und seiner Frau (Museo Nacional del Prado, Madrid)
  - Die mystische Vermählung der heiligen Katharina von Alexandrien (Accademia Carrara, Bergamo)
- Parmigianino
  - Porträt eines Mannes, 1522/1523 (Privatsammlung)
  - Heilige Barbara (Museo del Prado, Madrid)
  - Die Beschneidung Christi, 1523/1524 (Institute of Arts, Detroit)
  - Jungfrau mit zwei Putten (Hl. Katharina von Alexandria?), 1523/1524 (Städelsches Kunstinstitut, Frankfurt)
- Tizian
  - Bacchus and Ariadne
  - Mann mit dem Handschuh (Louvre, Paris)
- Girolamo da Treviso – Schlafende Venus (Galleria Borghese, Rom)

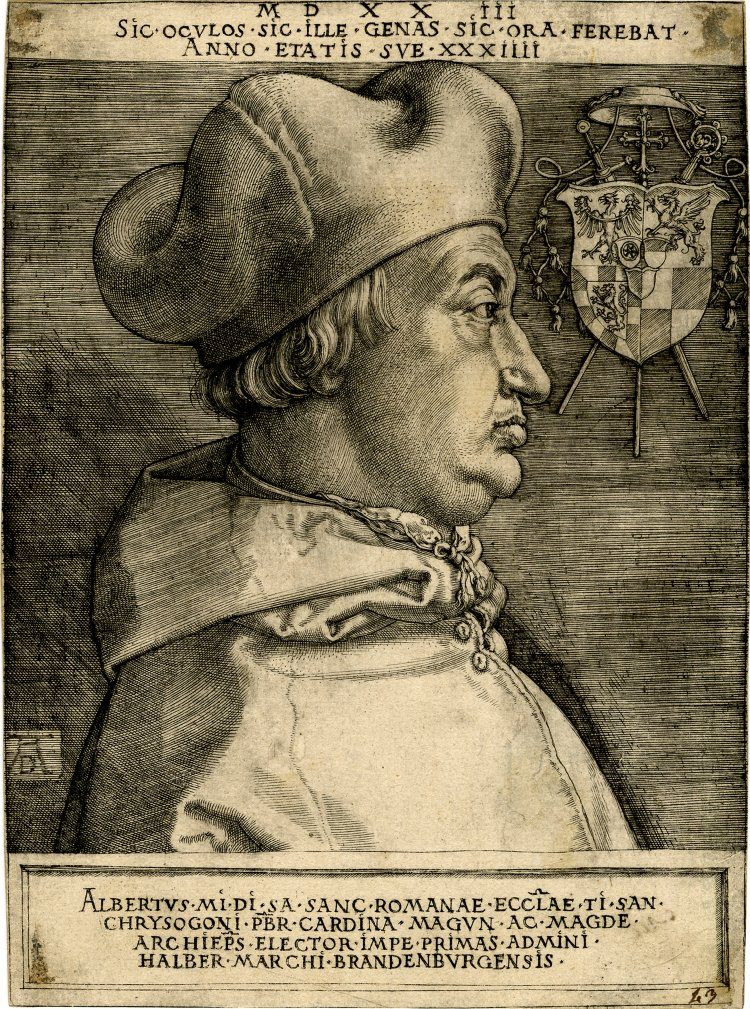
Albrecht Dürer – Albrecht von Brandenburg
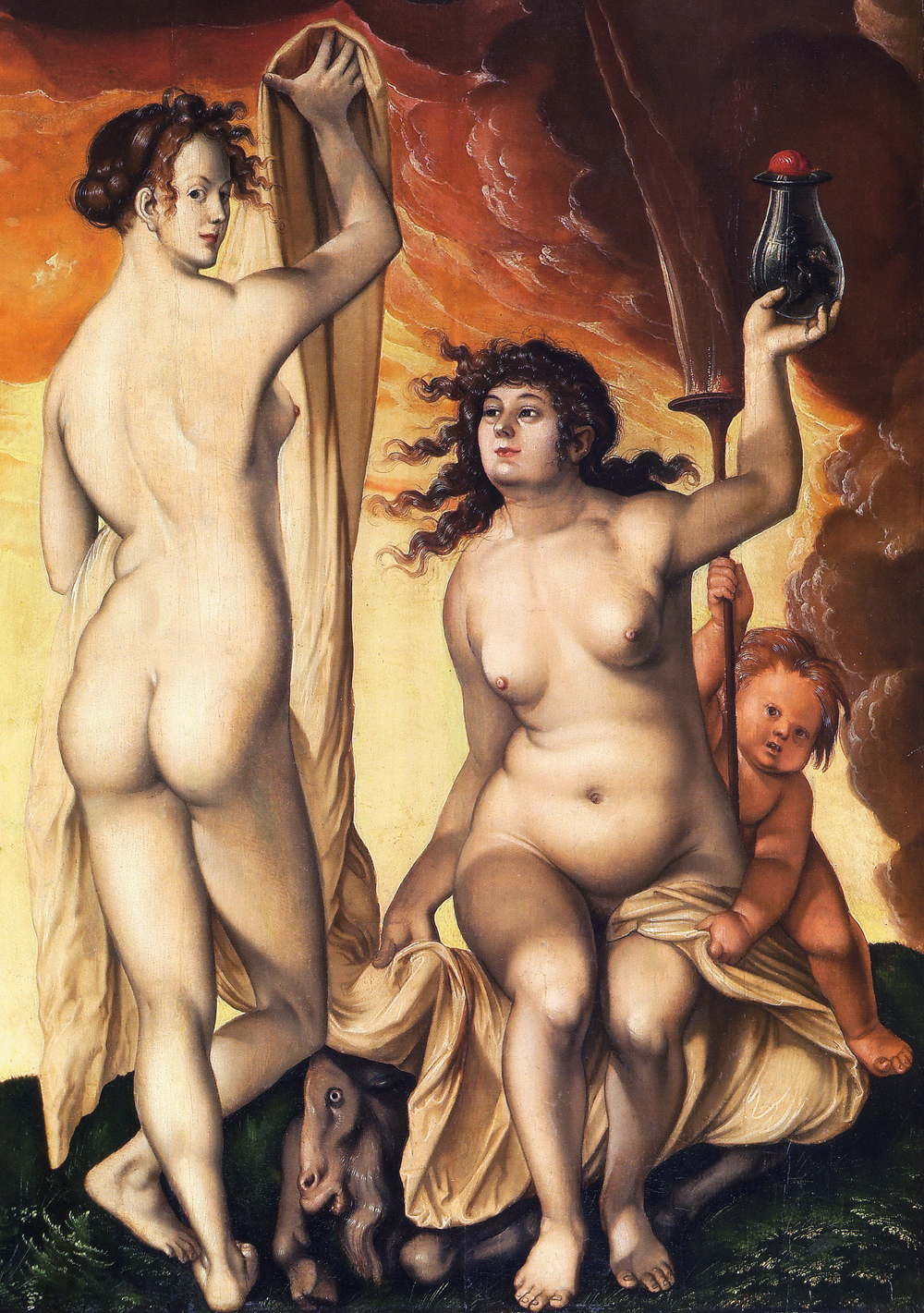
Hans Baldung – Zwei Hexen
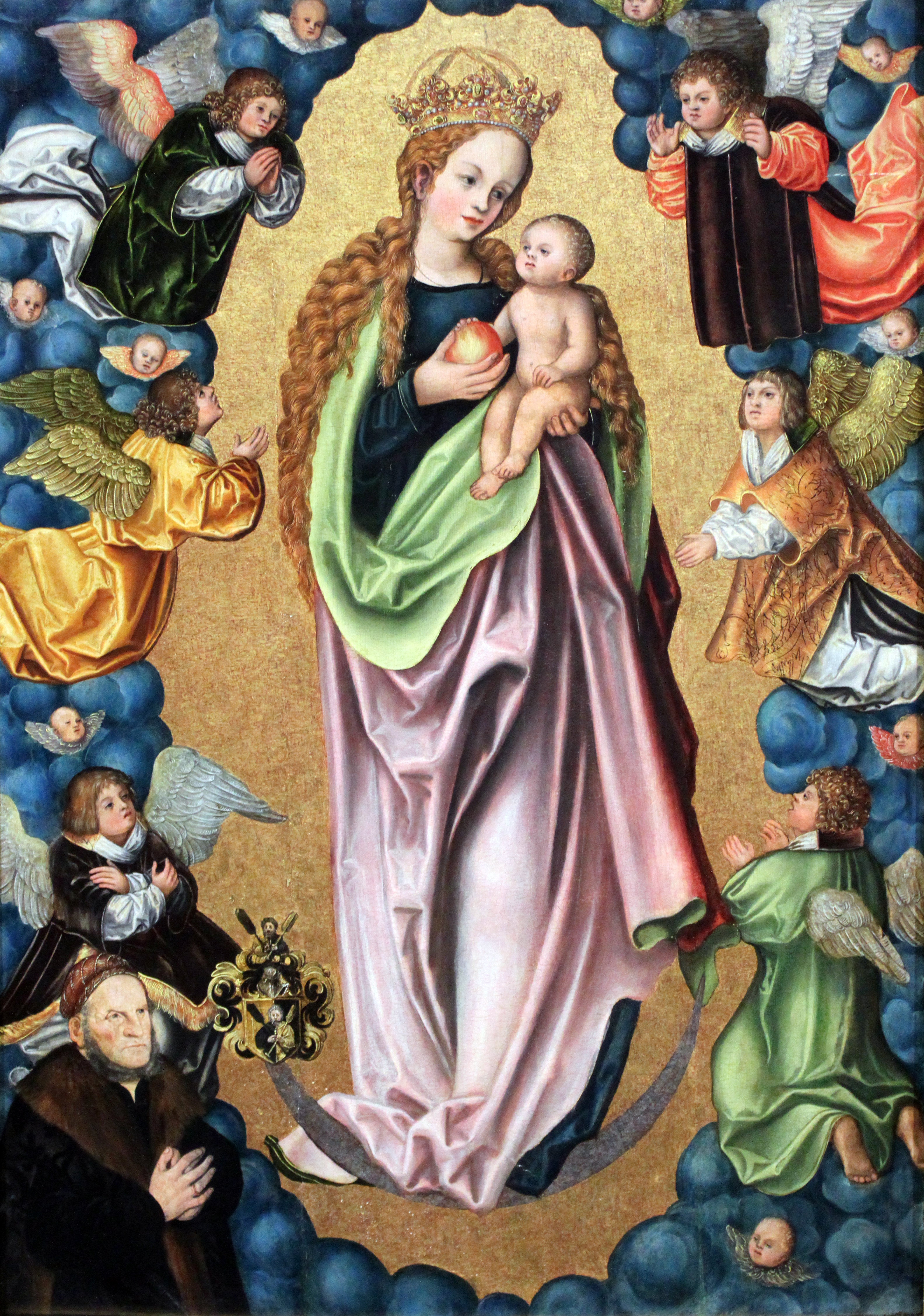
Lucas Cranach der Ältere – Madonna auf der Mondsichel
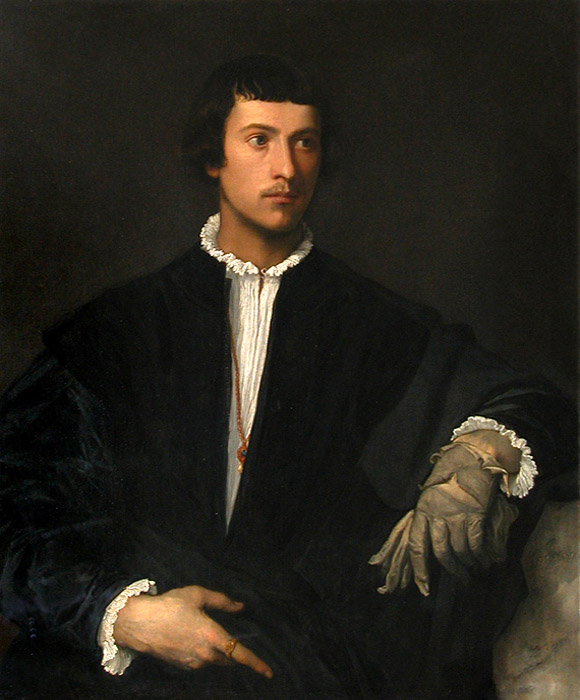
Tizian – Mann mit dem Handschuh
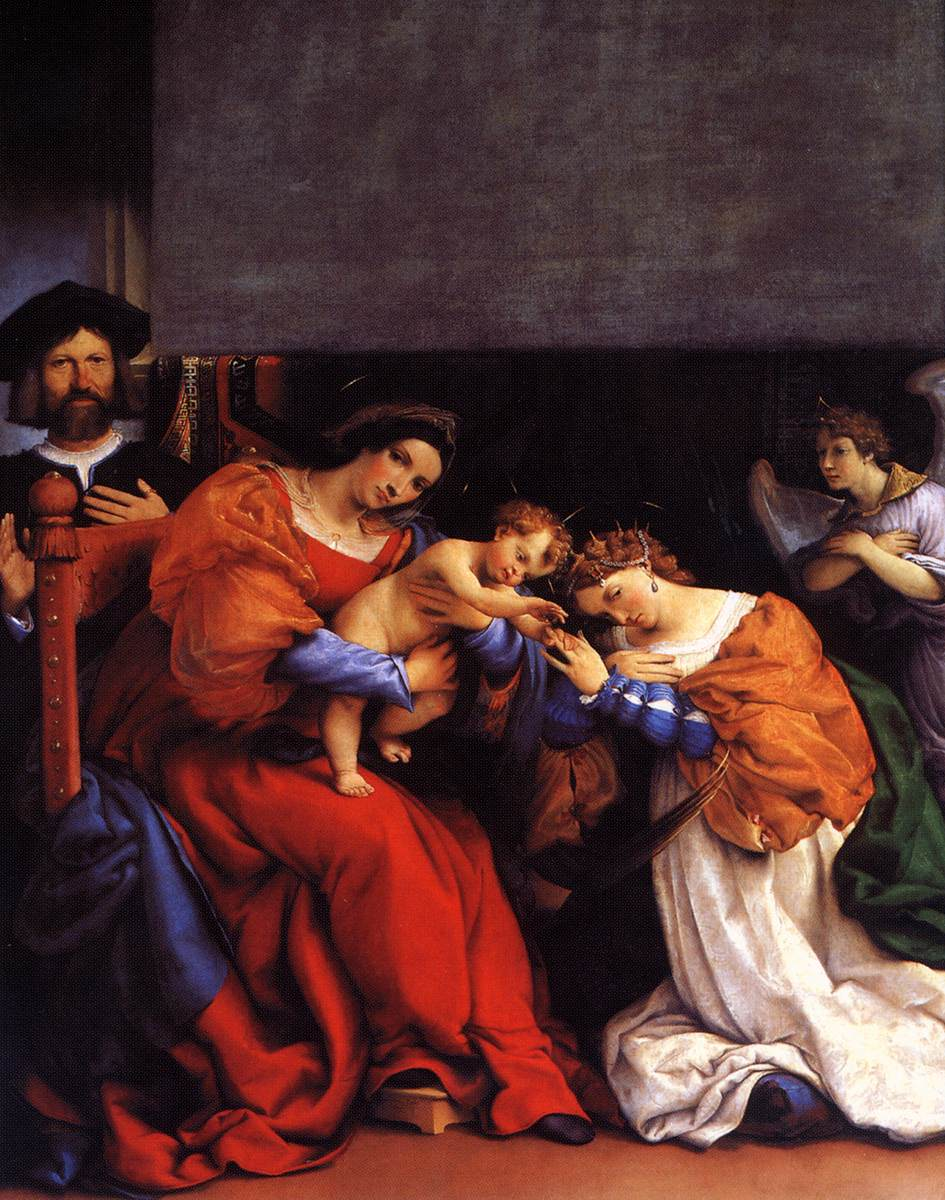
Lorenzo Lotto – Die mystische Vermählung der heiligen Katharina von Alexandrien
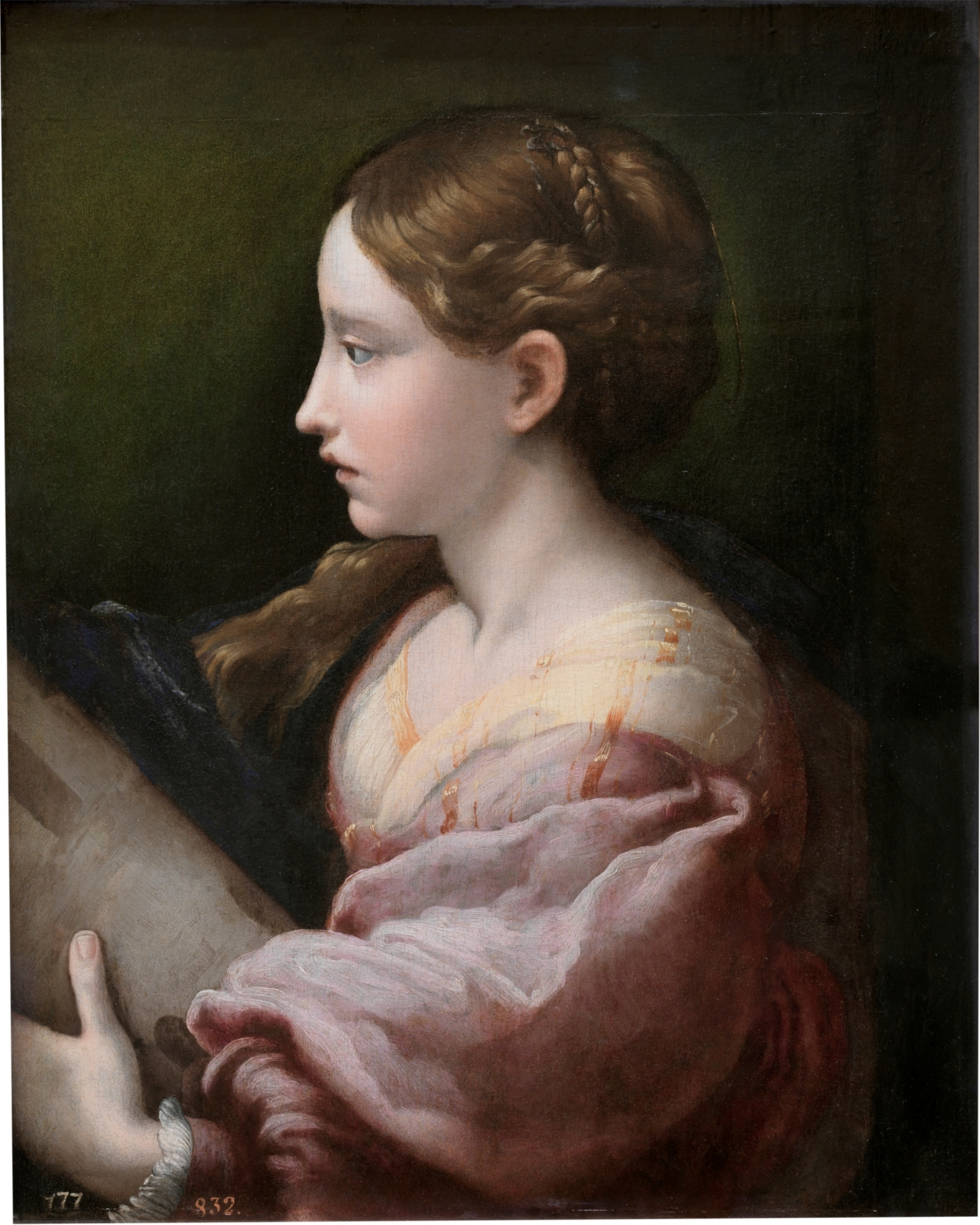
Parmigianino – Heilige Barbara

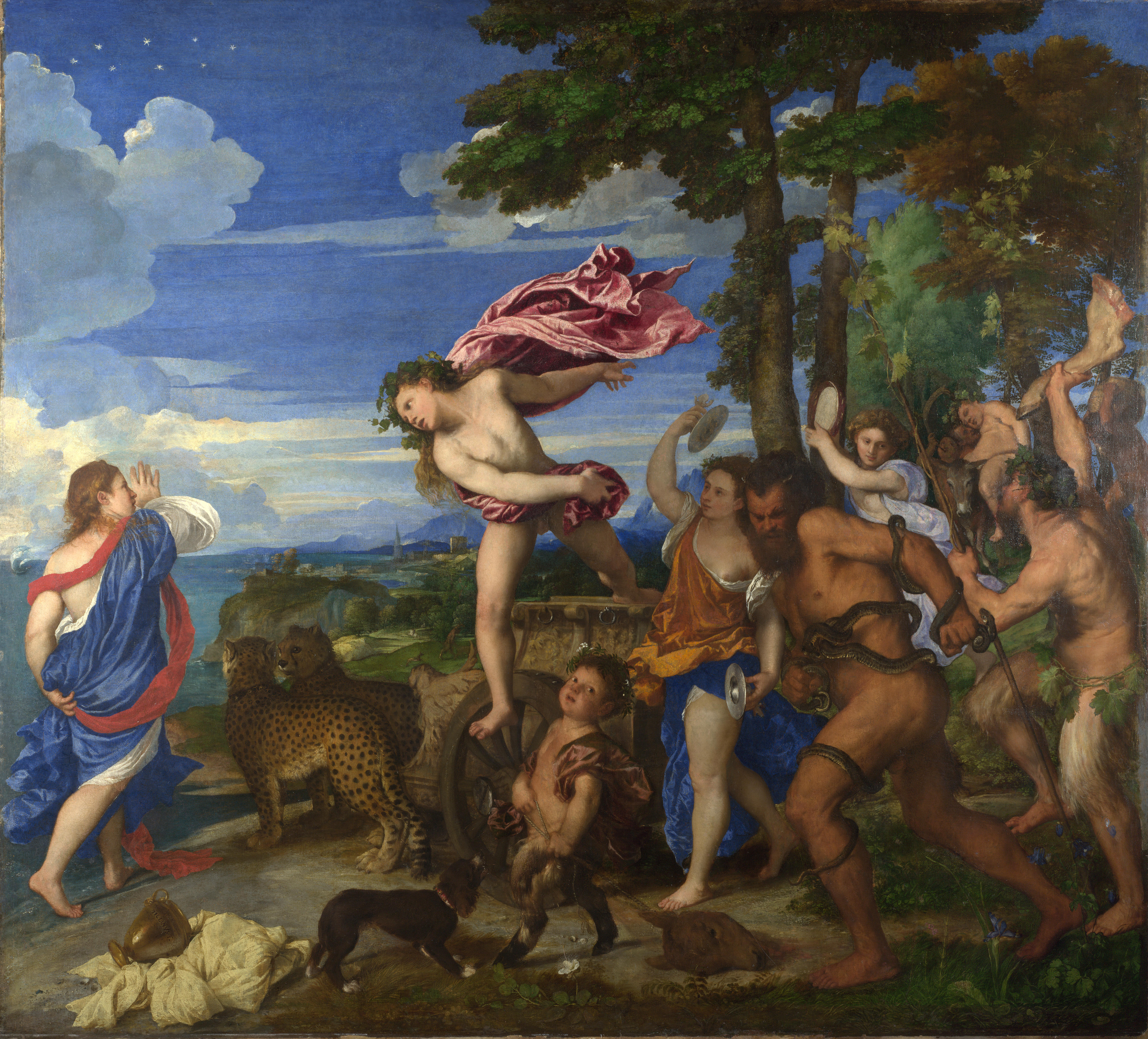
Tizian – Bacchus and Ariadne
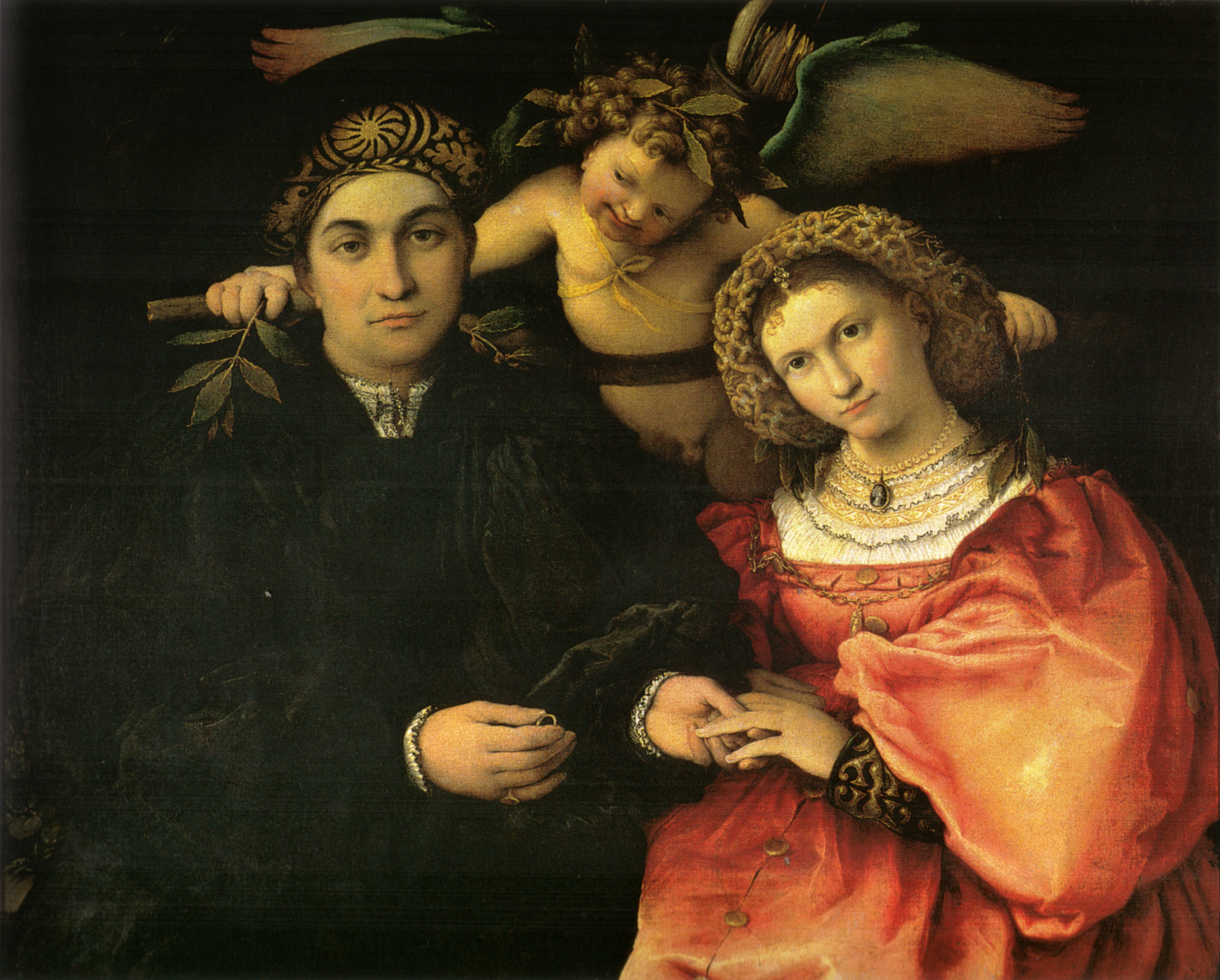
Lorenzo Lotto – Porträt des Messer Marsilio und seiner Frau
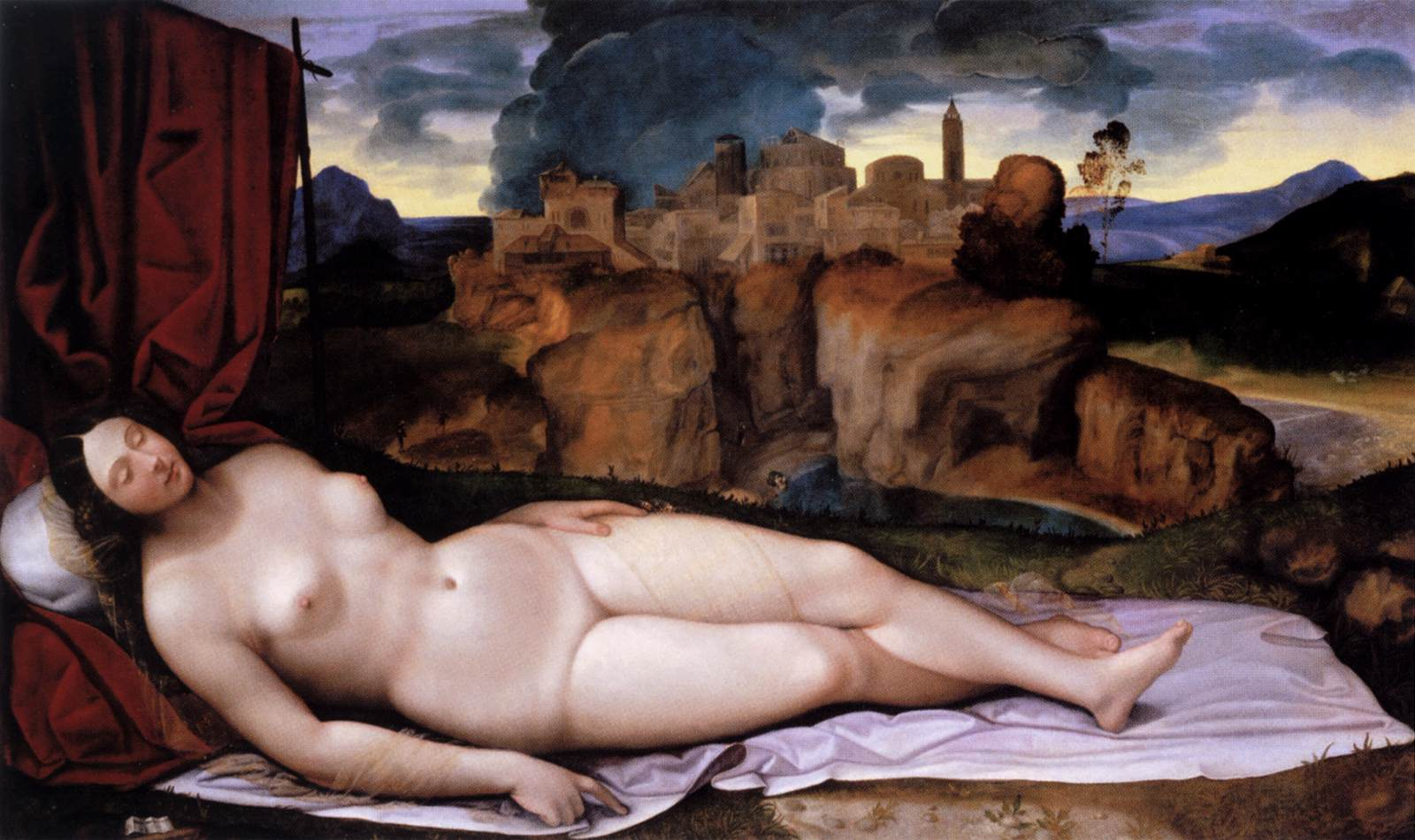
Girolamo da Treviso – Schlafende Venus

## Geboren

### Geburtsdatum gesichert
- 29. Januar: Enea Vico, italienischer Kupferstecher, Numismatist und Autor († 1567)

### Genaues Geburtsdatum unbekannt
- Plautilla Nelli, italienischer Maler († 1587)

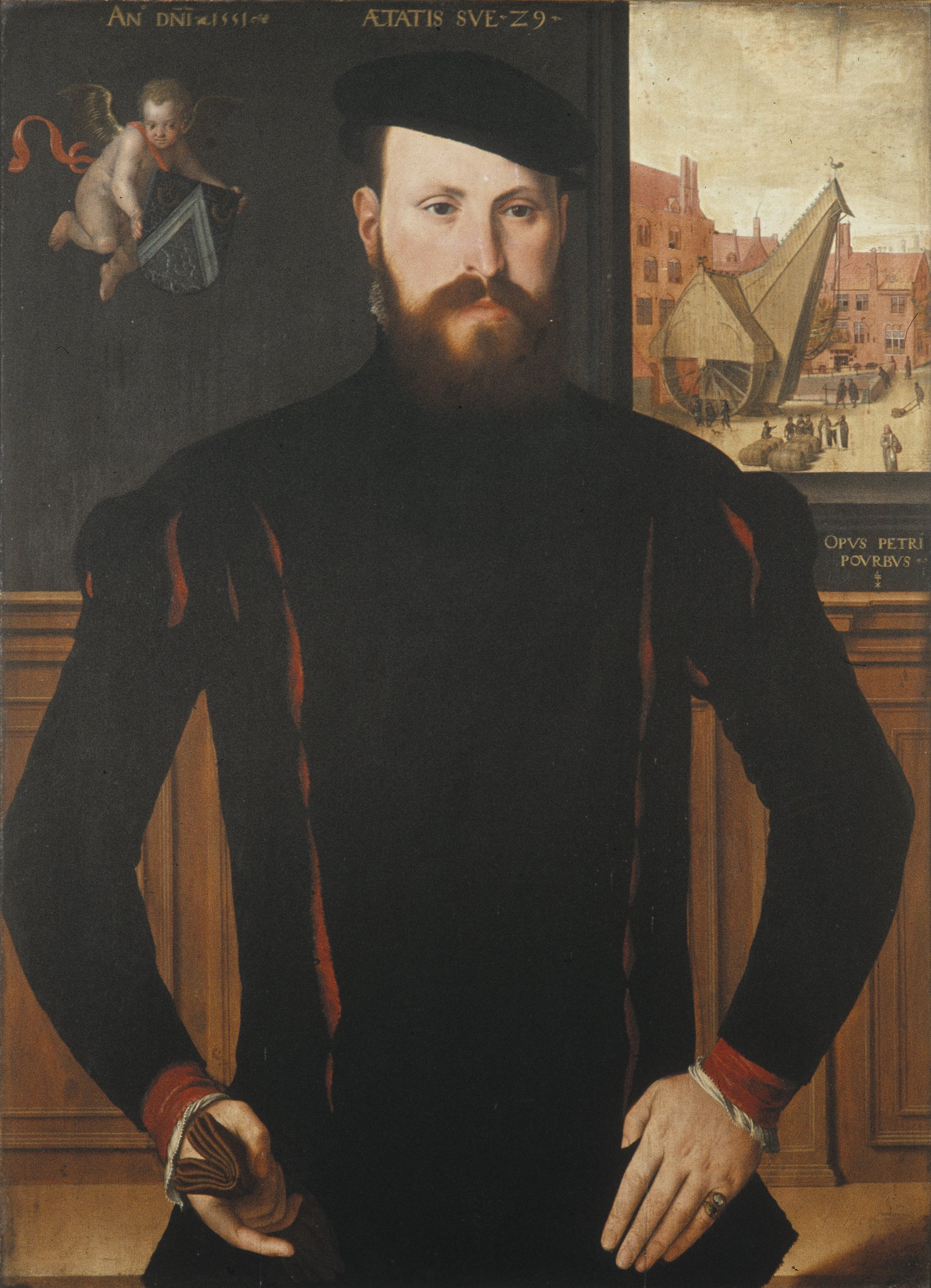
Pieter Pourbus

- Pieter Pourbus, flämischer Maler, Kartograph, Ingenieur und Landvermesser († 1584)
- Jan van der Straet, flämisch-italienischer Maler († 1605)
- Crispin van den Broeck, flämischer Maler, Kupferstecher und Architekt († 1591)

### Geboren um 1523
- zwischen 1521 und 1524: Giovanni Battista Moroni, italienischer Renaissancemaler († 1580)
- Francesco Terzio, italienischer Maler, Radierer und Graveur († 1591)

## Gestorben

### Todesdatum gesichert
- 31. Januar: Bernhart Lachaman der Jüngere, Glockengießer aus Heilbronn (* unbekannt)
- 13. August: Gerard David, niederländischer Maler (* um 1460)

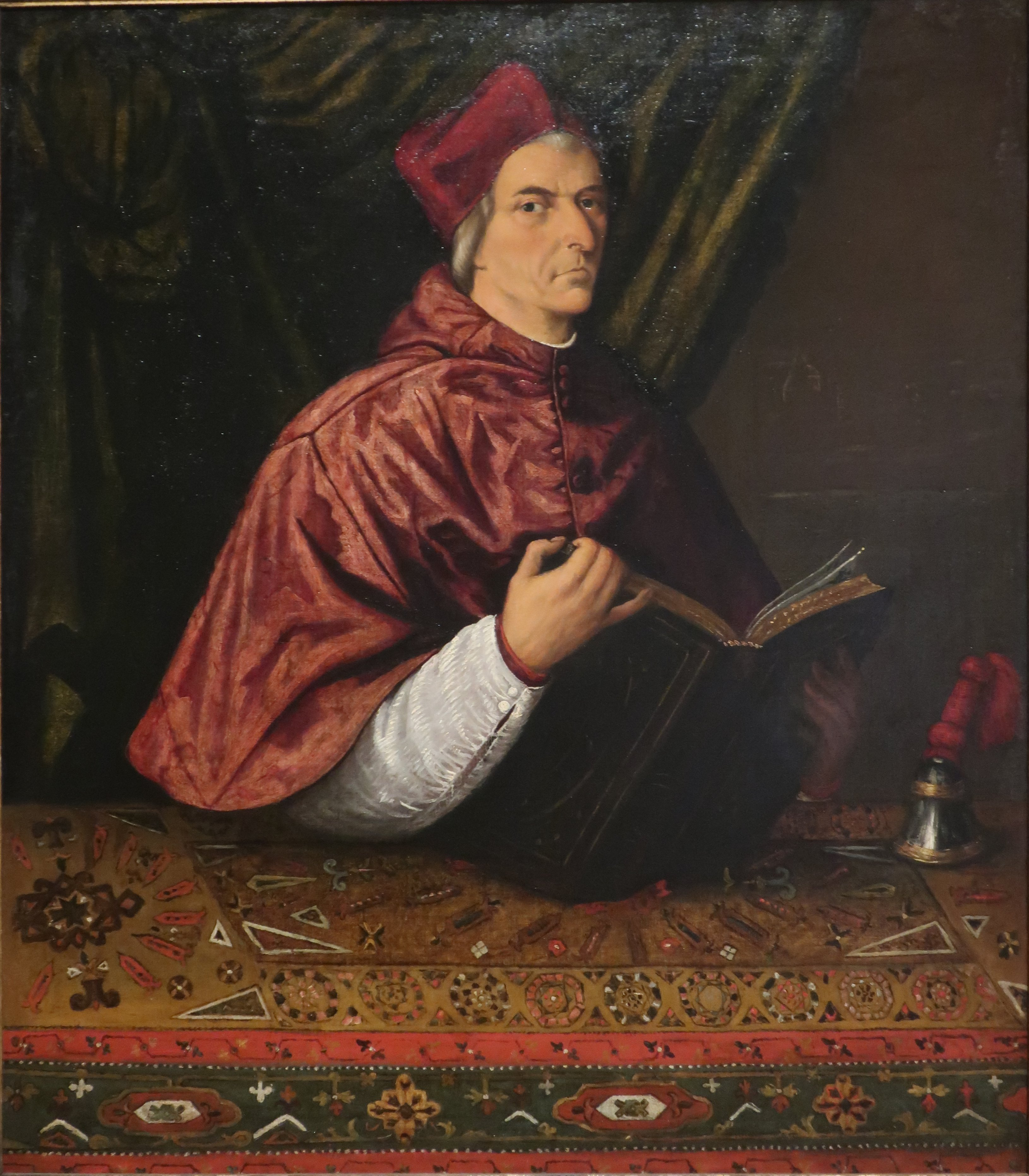
Domenico Grimani

- 27. August: Domenico Grimani, Patriarch von Aquilea, bedeutender Mäzen und Kunstsammler (* 1461)
- 11. Oktober: Bartolomeo Montagna, italienischer Maler (* um 1450)
- 16. Oktober: Luca Signorelli, italienischer Maler (* um 1450)

### Genaues Todesdatum unbekannt
- Bergognone, italienischer Maler (* um 1453)
- Thoman Burgkmair, deutscher Maler (* um 1444)
- Alfonso Franco, italienischer Maler (* 1466)
- Philipp von Gmünd, deutscher Baumeister und Bildhauer (* vor 1482)
- Perugino, italienischer Maler (* um 1445)

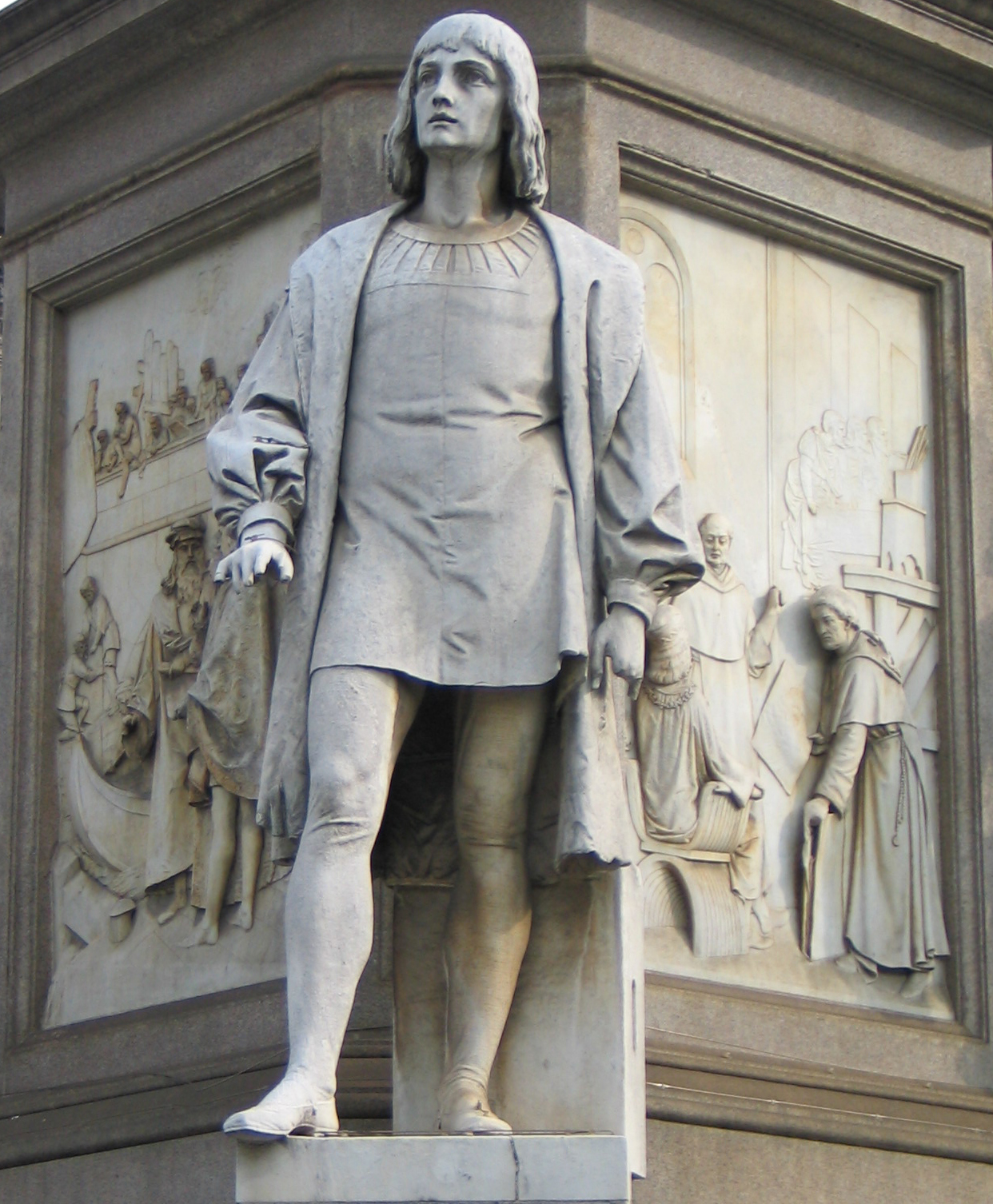
Statue des Cesare da Sesto auf der Piazza della Scala in Mailand

- Cesare da Sesto, italienischer Maler und Schüler Leonardo da Vincis (* 1477)
- Timoteo Viti, italienischer Maler (* 1469)

### Gestorben um 1523
- Hans Fries, Schweizer Maler (* um 1460)